# アレックス・ファンク
アレックス・ファンク（Alex Funke, 1944年10月12日 - ）は、アメリカ合衆国の特殊効果撮影監督である。

## キャリア
イームズ夫妻と共に11年間働いていた。1990年の映画『トータル・リコール』の特殊効果を担当し、アカデミー特別業績賞を受賞する。ファンクはミニチュアの専門家として注目を集めるようになり、その後『ロード・オブ・ザ・リング』三部作を手がけるためにニュージーランドに行く。『ロード・オブ・ザ・リング/二つの塔』と『王の帰還』によりアカデミー視覚効果賞を受賞する。

## 主なフィルモグラフィ
- ブロブ/宇宙からの不明物体 The Blob (1988)
- アビス The Abyss (1989)
- トータル・リコール Total Recall (1990)
- わが街 Grand Canyon (1991)
- フリージャック Freejack (1992)
- バーチャル・ウォーズ The Lawnmower Man (1992)
- リトル・ヒーロー The Indian in the Cupboard (1995)
- ウォーターワールド Waterworld (1995)
- エグゼクティブ・デシジョン Executive Decision (1996)
- スターシップ・トゥルーパーズ Starship Troopers (1997)
- スネーク・アイズ Snake Eyes (1998)
- マイティ・ジョー Mighty Joe Young (1998)
- ミステリー・メン Mystery Men (1999)
- ロード・オブ・ザ・リング The Lord of the Rings: The Fellowship of the Ring (2001)
- ロード・オブ・ザ・リング/二つの塔 The Lord of the Rings: The Two Towers (2002)
- ロード・オブ・ザ・リング/王の帰還 The Lord of the Rings: The Return of the King (2003)
- キング・コング King Kong (2005)
- ナルニア国物語/第2章: カスピアン王子の角笛 The Chronicles of Narnia: Prince Caspian (2008)
- ホビット 竜に奪われた王国 The Hobbit: The Desolation of Smaug (2013)
- ブレードランナー 2049 Blade Runner 2049 (2017)

## 受賞とノミネート
| 賞               | 年   | 部門           | 作品名                            | 結果 |
| ---------------- | ---- | -------------- | --------------------------------- | ---- |
| アカデミー賞     | 1990 | 特別業績賞     | トータル・リコール                | 受賞 |
| アカデミー賞     | 2002 | 視覚効果賞     | ロード・オブ・ザ・リング/二つの塔 | 受賞 |
| アカデミー賞     | 2003 | 視覚効果賞     | ロード・オブ・ザ・リング/王の帰還 | 受賞 |
| 英国アカデミー賞 | 2001 | 特殊視覚効果賞 | ロード・オブ・ザ・リング          | 受賞 |
| 英国アカデミー賞 | 2002 | 特殊視覚効果賞 | ロード・オブ・ザ・リング/二つの塔 | 受賞 |
| 英国アカデミー賞 | 2003 | 特殊視覚効果賞 | ロード・オブ・ザ・リング/王の帰還 | 受賞 |